# Trương Mỹ Hoa
Trương Mỹ Hoa (tên thường gọi Bảy Thư, sinh ngày 18 tháng 8 năm 1945) là một nữ chính trị gia người Việt Nam. Bà từng là Bí thư Trung ương Đảng, Phó Chủ tịch nước Cộng hòa Xã hội Chủ nghĩa Việt Nam nhiệm kì 2002-2007, Phó Chủ tịch Quốc hội nước Cộng hòa Xã hội Chủ nghĩa Việt Nam, Chủ tịch Hội Liên hiệp phụ nữ Việt Nam, đại biểu Quốc hội Việt Nam khóa X nhiệm kì 2002-2007 thuộc đoàn đại biểu tỉnh Tiền Giang. Hiện bà đang là Chủ tịch Hội đồng quản lý Quỹ học bổng Vừ A Dính.

## Xuất thân
Trương Mỹ Hoa (tên thường gọi Bảy Thư) sinh tại xã Bình Ân thuộc tỉnh Gò Công (ngày nay thuộc huyện Gò Công Đông, tỉnh Tiền Giang), người dân tộc Kinh, không theo tôn giáo nào. Sau khi từ nhiệm và rời khỏi cương vị của mình, bà sống tại Thành phố Hồ Chí Minh.

## Giáo dục
Trình độ chính trị: Cao cấp lí luận chính trị
Trình độ chuyên môn: Cử nhân Văn, Cử nhân Luật, Đại học Kinh tế

## Sự nghiệp
Bà gia nhập Đảng Cộng sản Việt Nam ngày 21 tháng 5 năm 1962.
Từ 11/1960-4/1964: Cán bộ vận động phong trào thanh niên, sinh viên, học sinh khu Sài Gòn - Chợ Lớn - Gia Định, Ủy viên BCH khối trường Tân Định - Gia Định.
Từ 5/1964-3/1975: Bị bắt, tù đày qua các nhà tù của chính quyền Việt Nam Cộng hòa; tham gia hoạt động đấu tranh trong nhà tù: Bí thư Chi bộ, Trưởng ban cán sự Đảng, Trưởng ban lãnh đạo đấu tranh các nhà lao.
Từ 3/1975-4/1975: Được quân địch trả tự do, tham gia chiến dịch Hồ Chí Minh, Đội phó Đội 3 mũi tiến công chiếm lĩnh các mục tiêu ở Gia Định.
Từ 5/1975-6/1977: Tham gia tiếp quản Thành phố, Quận ủy viên, Trưởng ban Kiểm tra Đảng Quận 10; Bí thư Đảng ủy phường Điện Biên Phủ, Quận 10, Thành phố Hồ CHí Minh.
Từ 7/1977-6/1978: Phó Bí thư Thường trực kiêm Trưởng ban Dân vận - Mặt trận; Đại biểu HĐND Quận 10 - Thành phố Hồ Chí Minh.
Từ 7/1978-7/1980: Học trường Đảng cao cấp Nguyễn Ái Quốc tại Hà Nội.
Từ 8/1980-10/1986: Thành ủy viên, Thường vụ Quận ủy, Trưởng ban Tổ chức Quận ủy, Phó Bí thư thường trực rồi Bí thư Quận ủy Tân Bình; Đại biểu Hội đồng nhân dân Thành phố Hồ Chí Minh.
Từ 11/1986-11/1991: Ủy viên lon dự khuyết Ban Chấp hành Trung ương Đảng khóa VI (Ủy viên chính thức năm 1989); Ủy viên Đảng đoàn, Phó Chủ tịch Hội Liên hiệp Phụ nữ Việt Nam.
Từ 12/1991-9/1997: Ủy viên Trung ương Đảng, Bí thư Trung ương Đảng (4/1993); Bí thư Đảng đoàn, Chủ tịch Hội Liên hiệp Phụ nữ Việt Nam; Chủ tịch Ủy ban quốc gia vì sự tiến bộ của Phụ nữ; Ủy viên Đoàn Chủ tịch Ủy ban Trung ương MTTQ Việt Nam; Đại biểu Quốc hội khóa IX.
Từ 10/1997-2/1997: Ủy viên Trung ương Đảng; Bí thư Đảng đoàn, Chủ tịch Hội Liên hiệp Phụ nữ Việt Nam; Phó Chủ tịch Quốc hội; Chủ tịch Ủy ban quốc gia vì sự tiến bộ của Phụ nữ.
Từ 04/1998-7/2002: Ủy viên Trung ương Đảng, Phó Chủ tịch Quốc hội.

## Phó Chủ tịch nước (2002-2007)
Từ 8/2002-5/2006: Ủy viên Trung ương Đảng, Phó Chủ tịch nước; Đại biểu Quốc hội; Phó Chủ tịch thứ nhất Hội đồng Thi đua - Khen thưởng Trung ương; đồng Chủ tịch Hội nghị phụ nữ thượng đỉnh toàn cầu lần thứ 14, 16.
Từ 6/2006-7/2007: Phó Chủ tịch nước, Đại biểu Quốc hội; Phó Chủ tịch thứ nhất Hội đồng Thi đua - Khen thưởng Trung ương; đồng Chủ tịch Hội nghị phụ nữ thượng đỉnh toàn cầu lần thứ 17.
Từ 8/2007-12/2007: Cố vấn đặc biệt Hội nghị phụ nữ thượng đỉnh toàn cầu lần thứ 18 tại

## Nghỉ hưu
Tháng 12/2007: Nghỉ hưu. Hiện bà đang là Chủ tịch Quỹ Học bổng Vừ A Dính, Chủ nhiệm Câu lạc bộ  "Vì Hoàng Sa - Trường Sa thân yêu", Thành viên Câu lạc bộ Truyền thống Thành Đoàn Thành phố Hồ Chí Minh.

## Phong tặng
Ngày 27 tháng 12 năm 2007 Đảng, Nhà nước Việt Nam đã trao tặng Bà Huân chương Hồ Chí Minh (một lượt với nguyên Chủ tịch nước Trần Đức Lương nhận Huân chương Sao Vàng) để ghi nhận những đóng góp của Bà cho sự nghiệp Cách mạng của Đảng và Dân tộc.
Ngày 19 tháng 5 năm 2021, bà được trao tặng huy hiệu 60 năm tuổi Đảng.
Ngày 22 tháng 5 năm 2025, bà được trao tặng Huân chương Tự do hạng nhất của Lào.

## Gia đình
Cha bà là ông Trương Văn Đẩu (còn có tên Trương Quang Đẩu, mất năm 1978), Tổng cục phó Tổng cục Điện lực (8/1975 - 8/1976), Giám đốc Công ty Điện lực miền Nam (8/1976 - 3/1977), Phó Trưởng ban Tổ chức Thành ủy Thành phố Hồ Chí Minh; mẹ là Anh hùng Lực lượng vũ trang nhân dân Nguyễn Thị Tư (Sáu Hòa, Má Sáu, sinh năm 1918) - từng là Ủy viên Ban Quân sự Thành Đoàn Sài Gòn - Gia Định. Chồng bà là ông Hà Văn Hiển - Nguyên Phó Trưởng Ban Tài chính - Quản trị Trung ương (nay là Ban Kinh tế Trung ương), cũng là cựu tù chính trị Côn Đảo.
Bà có 1 chị, 1 em gái và 3 em trai.
Chị bà là bà Trương Mỹ Lệ (Tư Liêm) là Nguyên Phó Trưởng ban Tổ chức Thành ủy Thành phố Hồ Chí Minh, Nguyên Quyền Bí thư Thành Đoàn, Nguyên Bí thư Quận ủy Quận 11, hiện là Phó Chủ nhiệm Thường trực Câu lạc bộ Truyền thống Thành Đoàn TP. Hồ Chí Minh
Các em của bà: TS. Trương Minh Nhựt (Ba Vũ) - Nhà thơ, nhà báo, Nguyên Vụ trưởng Ban Tuyên giáo Trung ương, Nguyên Bí thư Quận ủy Quận 4, Trương Công Minh - Nguyên Trưởng phòng của Sở Lao động, Thương binh và Xã hội TP HCM, Trương Nhật Quang - Tổng Giám đốc Công ty Hồng Quang, PGS.TS. Trương Thị Hiền - Nhà giáo ưu tú, Ủy viên Ban Chấp hành Hiệp hội Khoa học Hành chính Việt Nam, Phó Chủ tịch Hội Khuyến học Việt Nam, nguyên Giám đốc Học viện Cán bộ Thành phố Hồ Chí Minh, vợ của Lê Thanh Hải, nguyên Ủy viên Bộ Chính trị, Nguyên Bí thư Thành ủy Thành phố Hồ Chí Minh.